# Nuevos Países Bajos

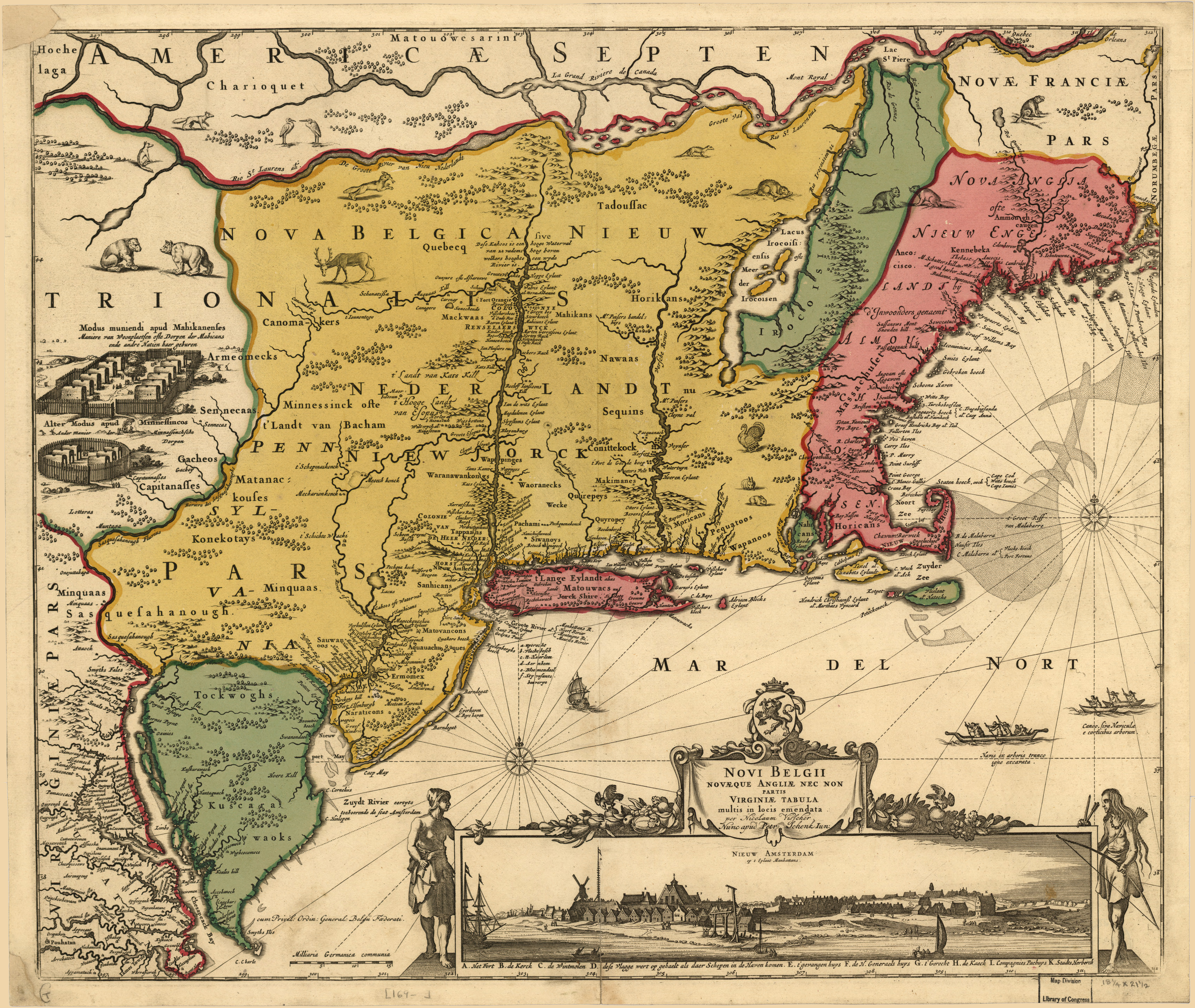
Mapa de los Nuevos Países Bajos, 1685.

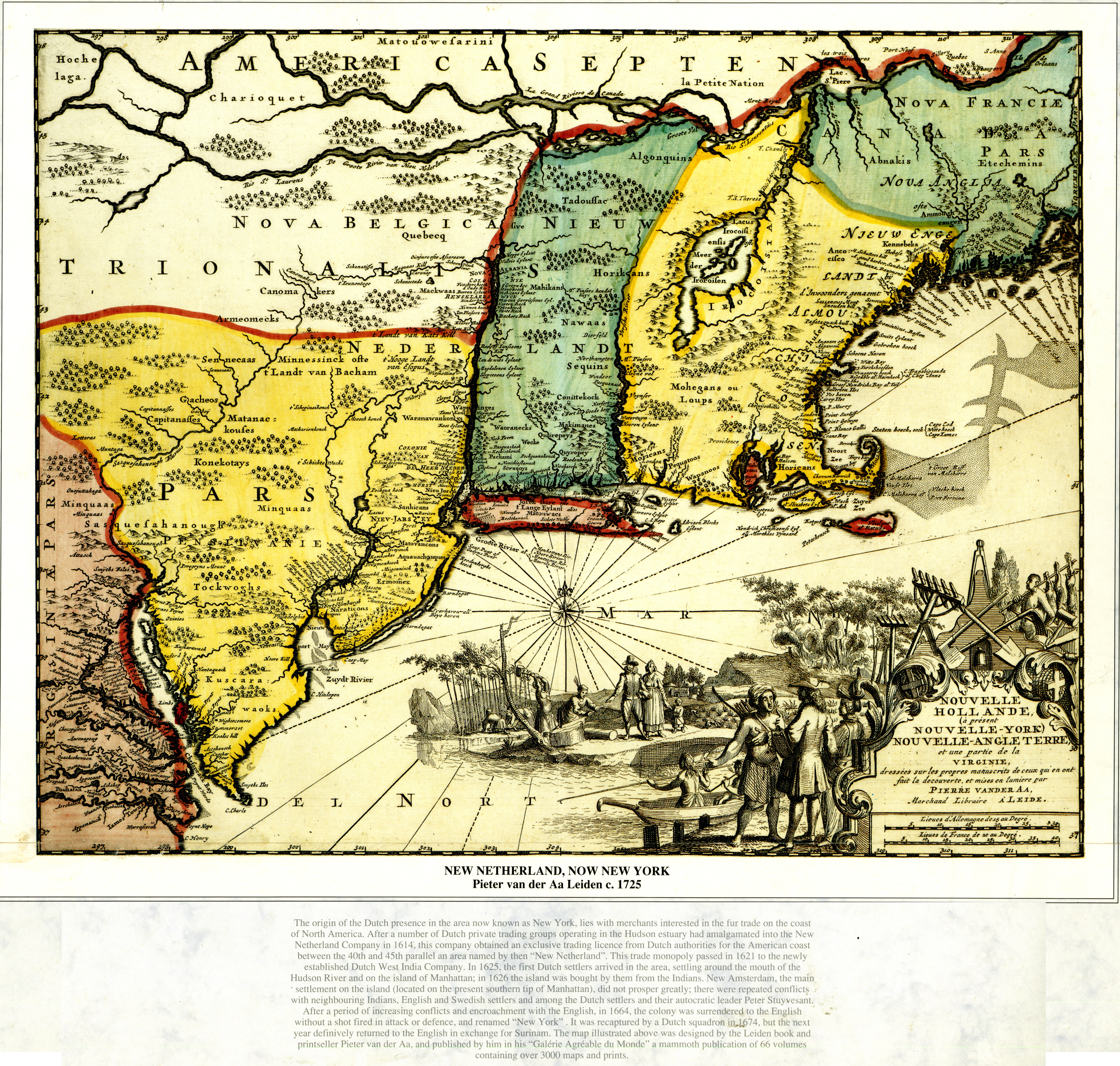
Mapa de Nueva Inglaterra, Nueva Francia y Holanda en 1725.

Los Nuevos Países Bajos (en neerlandés: Nieuw-Nederland) fue una provincia colonial de la República de las Siete Provincias Unidas en la costa noreste de Norteamérica. Un territorio mucho más extenso que las propias Provincias Unidas, la colonia abarcaba desde la península Delmarva hasta el extremo suroeste del cabo Cod. Este territorio ahora forma parte del Atlántico Medio estadounidense, el cual comprende los actuales estados de Nueva York, Nueva Jersey, Delaware. La capital provincial era Nueva Ámsterdam (actual Nueva York), localizada en el extremo sur de la isla de Manhattan. 
La colonia fue concebida como una empresa privada para explotar el comercio de piel.  En su inicio los Nuevos Países Bajos eran meramente un eje de 200 kilómetros entre Nueva Ámsterdam y Albany.  Los Nuevos Países Bajos fue poblada lentamente durante sus primeras décadas de existencia y ello se debió tanto a la mala administración de la política en la nueva colonia por la Compañía Neerlandesa de las Indias Occidentales como por conflictos con indígenas de la zona. Por otra parte, la colonización de Nueva Suecia (absorbida finalmente por los Nuevos Países Bajos) se desarrolló en la parte sur, aunque su frontera al norte fue rediseñada más tarde a causa de la temprana expansión de Nueva Inglaterra. Durante la década de 1650, la colonia creció exponencialmente y se convirtió en un puerto humilde en el Atlántico Norte. La capitulación del Fort Amsterdam ante Gran Bretaña en 1664 fue formalizada en 1667, provocando con ello la segunda guerra anglo-neerlandesa. En 1674 los neerlandeses retomaron el área, pero la cedieron bajo el Tratado de Westminster, terminando así la tercera guerra anglo-neerlandesa.
Los habitantes de los Nuevos Países Bajos eran indígenas, europeos y africanos, estos últimos importados principalmente como esclavos. Los descendientes de los primeros colonos jugaron un papel prominente en la colonización de los Estados Unidos, ya que la cultura neerlandesa de los Nuevos Países Bajos caracterizó a la región durante dos siglos (hoy en día el Distrito Capital alrededor de Albany, el Hudson Valley, la parte oeste de Long Island, el noreste de Nueva Jersey y Nueva York). Los conceptos de libertad civil y pluralismo introducidos en la provincia se convirtieron en los pilares principales de la vida política y social de los Estados Unidos de América.
En 1624, Pierre Minuit funda Nueva Ámsterdam en la isla de Manhattan, mientras que los Nuevos Países Bajos son incorporados a las Provincias Unidas bajo la tutela de la Compañía Neerlandesa de las Indias Occidentales (en neerlandés: West-Indische Compagnie o WIC).

## Historia

### Henry Hudson y las compañías privadas (1609-1624)
Es con la creación de facto de las Provincias Unidas con la Unión de Utrecht de 1579, en rebelión constante con la España de Felipe II y de Felipe III que nace esta nueva potencia comercial y marítima de la Europa occidental. Poco después de reunirse en compañías de importación y de exportación, los vendedores neerlandeses, en connivencia con el Estado, fundan la Compañía Neerlandesa de las Indias Orientales (VOC) en 1602.
Buscando nuevos caminos comerciales que podrían revelarse provechosos, la VOC contrata al capitán y explorador Henry Hudson para explorar el paso del Noroeste, el paso por el norte siberiano hacia Asia. Este, que ya había intentado el mismo trayecto por cuenta de inversores ingleses (Compañía moscovita), decide, al mando del buque Halve Maen (Media Luna), buscar la ruta de las Indias hacia el oeste, como lo indicaban las notas del capitán inglés John Smith que había formado parte de la primera tentativa de colonización permanente en la Virginia inglesa, en contradicción con las directivas que recibió de la Compañía. Desde Virginia, remonta la costa este americana hasta la desembocadura del Zuide Rivier (hasta entonces desconocido) y luego hasta la bahía de Nueva York que Verrazano había bautizado como Nouvelle-Angoulême en 1524. 
Remontando el río que iba a llevar su nombre, pronto se dio cuenta de que probablemente no llevaba al reino de Catay. Es, por otra parte, cuando se encuentra en su cuaderno de bitácora por primera vez el término amerindio Manna-hata, del que derivaría el nombre "Manhattan" para la isla que se destaca en el encuentro del río y el océano. Su viaje por cuenta de intereses particulares neerlandeses iba a encender un notable interés comercial para el comercio de pieles en el delta del Noort Rivier (río Hudson).
Desde el año siguiente y en los años subsiguientes, cuatro compañías neerlandesas compitieron por el comercio de pieles con los nativos americanos de la región. Probablemente se erigieron dos puestos desde 1611 a la altura del futuro Fort Orange, en la isla de Castle, y en el estuario del Versche Rivier (río Connecticut). 
Estas cuatro compañías que se preocupaban por un posible impacto negativo de una rivalidad, se unieron y recibieron en 1614 de los Estados Generales de las Provincias Unidas una carta de compañía de monopolio que les cedía la explotación en su totalidad del comercio de las pieles sobre el territorio situado entre los paralelos 40 y 45 por tres años. La competencia no se agravó hasta 1621, año en que la Compañía Neerlandesa de las Indias Occidentales (siguiendo el modelo de la VOC) fue puesta en marcha. El primer viaje que esta nueva entidad dirigida principalmente por la cámara de comercio de Ámsterdam se escalonó entre 1623 y 1624.

### Historia de la colonia (1624-1673)

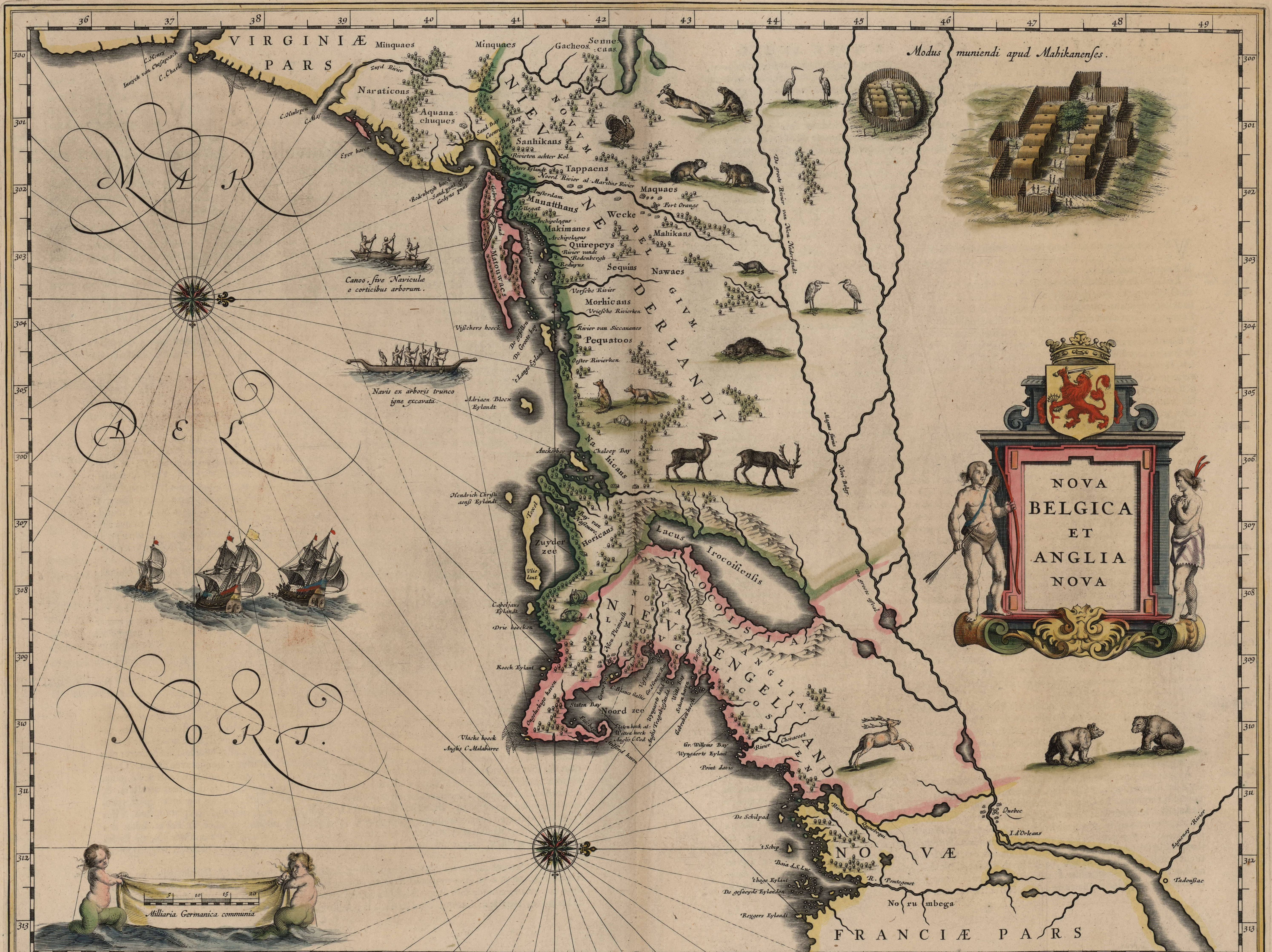
Mapa Nova Belgica et Anglia Nova de los Nuevos Países Bajos (1635), de Joan Blaeu. El Oeste está en la parte superior.

En 1624, las primeras familias de colonos, llamadas para administrar los puestos de comercio, son enviadas en su mayoría río arriba al valle del Hudson. En la isla de Manhattan, encontramos sólo unas plantaciones y un poco de ganadería. En 1625, bajo la amenaza creciente de un ataque proveniente de otras potencias coloniales, los dirigentes de la Compañía Neerlandesa de las Indias Occidentales decidieron proteger la desembocadura del río Hudson, y reagrupar las actividades de los puestos comerciales en un recinto fortificado. 
En 1626, Pierre Minuit negocia la compra de la isla de Manhattan a los indios Lenapes, por 60 florines de mercancías. En el momento de la construcción del fuerte, la guerra entre Mohawks y Mohicanos fuerza a la compañía a precipitar el desplazamiento de los colonos dentro de Fuerte Ámsterdam. En 1658 es fundada la colonia de Nieuw Haarlem.
Durante la segunda guerra Anglo-Neerlandesa, que opone Inglaterra a las Provincias Unidas, los Nuevos Países Bajos son conquistados por los ingleses. El director general Peter Stuyvesant entrega Nueva Ámsterdam el 24 de septiembre de 1664. La colonia es rebautizada Nueva York, en honor del duque de York, hermano del rey Carlos II de Inglaterra. 
En 1667 los neerlandeses renuncian a sus reivindicaciones sobre esta porción del territorio americano, a la firma del Tratado de Breda, y obtienen a cambio la soberanía sobre Surinam. Sin embargo, en el momento de otra guerra que opone a ingleses y neerlandeses, estos últimos recuperan brevemente la colonia en 1673 (rebautizada Nueva Orange), hasta que los ingleses la recuperen con el tratado de Westminster, el 19 de febrero de 1674.

## La herencia y el reconocimiento
De la ocupación neerlandesa, quedan hoy un cierto número de nombres de lugares neoyorquinos, tales como Coney Island (Konijnen Eiland), Brooklyn (Breukelen), Harlem (Nieuw Haarlem), Flushing (Vlissingen) y Staten Island (Staaten Eylandt).
- La bahía de Gowanus obtiene su nombre de Owanus (Ohain, pueblo de Brabante valón).
- La bahía de Wallabout, en el norte de Brooklyn, quiere decir "bahía valona" en neerlandés (Waal bocht).
- El nombre de Hoboken, en Nueva Jersey, proviene de un municipio de Amberes en Flandes.
- Communipaw, en Jersey City, es la contracción de Community of Pauw.

El 20 de mayo de 1924, con ocasión del tricentenario de la fundación de Nueva York, un monumento conmemorativo fue erigido en honor de los colonos valones, en Battery Park, en el extremo meridional de Manhattan. Una moneda de plata de 50 centavos, así como sellos de correos de 1, 2 y 5 centavos se emitieron para conmemorar la llegada de los colonos valones y flamencos.
En septiembre de 2009, en celebración del cuarto centenario del descubrimiento neerlandés de la futura Nueva York, los príncipes herederos de la corona holandesa, Wilhelm Alexander y Máxima de Orange se hicieron presentes a la conmemoración.

## Precisiones en cuanto al nombre de la colonia

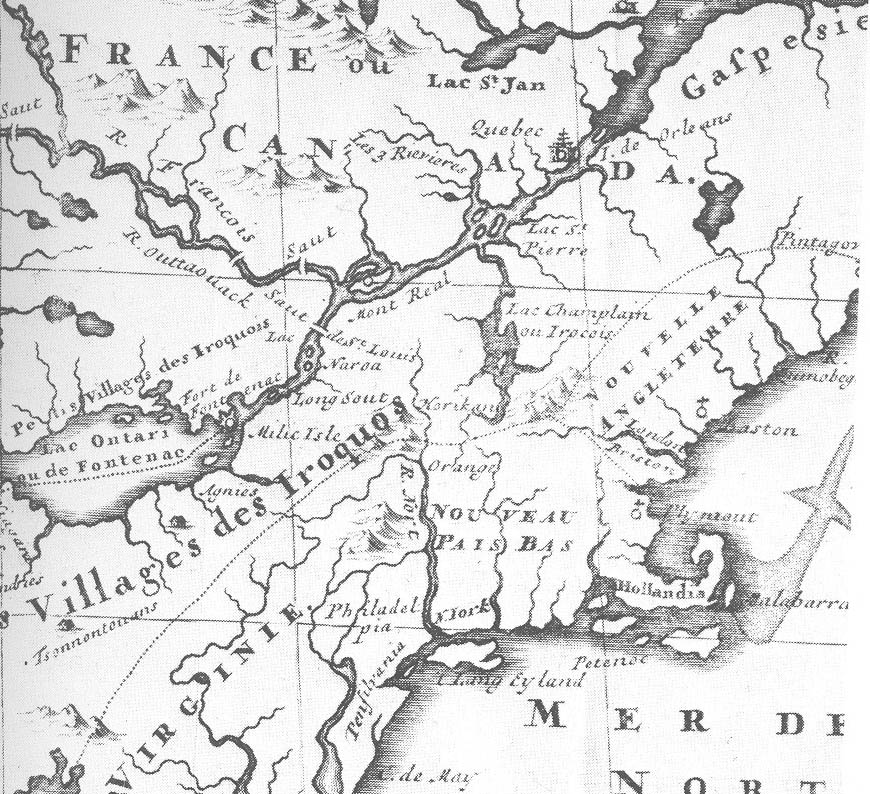
Un plano aparecido en Description de la Louisiane (París, 1683), una obra del misionero valón Louis Hennepin que todavía utiliza la toponimia «Nouveau País Bas» para designar la provincia inglesa de Nueva York, como numerosos notarios neerlandeses las Provincias Unidas hasta los años 1690.

Se han utilizado muchos otros términos para designar la colonia norteamericana de las Provincias Unidas. En algunas fuentes en castellano, se usa el nombre "Nueva Holanda"   debido a la costumbre de referirse a los Países Bajos según el nombre de su provincia más habitada  — Holanda era una de las siete Provincias Unidas. Pero el término es controvertido, aunque los mismos neerlandeses nombraron varias veces la colonia como Nieuw Holland. Australia fue bautizada Nueva Holanda por los primeros exploradores de Oceanía y retuvo este nombre hasta el siglo XIX.